# Joachim Hunger
Joachim Hunger (* 26. September 1957 in Kiel; † 9. Februar 1990 in Berlin) war ein deutscher Regattasegler und Mediziner.

## Biografie
Nachdem Joachim Hungers Vater 1968 einen Optimisten gekauft hatte, begann Joachim Hunger zusammen mit seinen Brüdern Wolfgang und Klaus erste Erfahrungen im Segeln an der Kieler Förde zu sammeln. Als die Familie 1970 von Hannover nach Berlin umzog, segelten die Brüder auf dem Wannsee.
Zusammen mit seinem Bruder Wolfgang nahm Joachim Hunger an den Olympischen Sommerspielen 1984 in Los Angeles und 1988 in Seoul teil. Beide Male starteten die Brüder gemeinsam in den Regatten mit der 470er Jolle, verpassten mit den Plätzen 4 (1984) und 5 (1988) jedoch die Medaillenränge. Bei Segel-Weltmeisterschaften konnte Joachim Hunger mit seinem Bruder 1983 und 1986 die Silbermedaille mit der 470er Jolle gewinnen.
1990 verunglückte Joachim Hunger, der als Mediziner tätig war, mit dem Fahrrad in Berlin.